# Arroz frito Yangzhou
El arroz frito Yangzhou es un plato de arroz frito al wok de estilo cantonés popular en la mayoría de restaurantes chinos de Norteamérica y Hong Kong.
Los ingredientes de este plato varían, pero son básicos: el arroz cocido caliente, el char siu (叉烧, cerdo a la barbacoa), las gambas cocidas, cebolletas troceadas, brotes incluidos, huevo ligeramente revueltos y guisantes. El char siu es el ingrediente crucial que le da a este plato su particular sabor dulzón.
Algunas variantes de este plato son más oscuras, por emplear salsa de soja oscura. Los restaurantes chinos más auténticos usan una variedad de salsa más clara.
Esta receta no es originaria de Yangzhou, sino que fue inventado en la dinastía Qing por Yi Bingshou (1754–1815) y recibió el nombre porque Yi fue el magistrado regional de Yangzhou. Sin embargo, ha habido varios intentos de patentar el plato por parte de habitantes de Yangzhou.